# Breydin
Breydin là một đô thị ở huyện Barnim trong bang Brandenburg, Đức. Đô thị này có diện tích 34,62 km2, dân số thời điểm cuối năm 2006 là 852 người.